# László Szűcs (Boxer)
László Szűcs (* 27. Oktober 1969 in Sajószentpéter, Ungarn) ist ein ehemaliger ungarischer Boxer und Viertelfinalist der Olympischen Spiele 1992 im Halbweltergewicht.

## Boxkarriere
Sein größter Erfolg in der Jugend war der Gewinn der Silbermedaille im Federgewicht bei den Junioren-Weltmeisterschaften 1987 in Havanna.
Bei den Europameisterschaften 1989 in Griechenland schied er im Viertelfinale mit 2:3 gegen Giorgio Campanella, beim Weltcup 1990 in Irland in der Vorrunde gegen Hong Sung-sik und bei den Weltmeisterschaften 1991 in Australien ebenfalls in der Vorrunde gegen Candelario Duvergel aus.
Im März 1992 nahm er an der europäischen Olympiaqualifikation in Italien teil und erkämpfte sich mit Siegen gegen Tibor Rafael, Leonard Doroftei und Abdelkader Wahabi einen Startplatz für die Olympischen Spiele 1992 in Barcelona. Bei den Olympischen Spielen konnte er Trevor Shailer und Daniel Fulanse besiegen, ehe er im Viertelfinale gegen Jyri Kjäll ausschied.
Bei den Weltmeisterschaften 1993 in Finnland unterlag er im Viertelfinale gegen Oleg Saitow und verlor beim Weltcup 1994 in Thailand gegen Bolat Nijasymbetow. Zudem war er Teilnehmer der Weltmeisterschaften 1995 in Deutschland.
Von 1998 bis 2006 gewann László Szűcs zehn Profikämpfe in Ungarn.